# Lesotho op de Olympische Zomerspelen 1980
Lesotho nam deel aan de Olympische Spelen tijdens de Olympische Zomerspelen 1980 in Moskou, Sovjet-Unie. Er waren vijf deelnemers, actief in 1 sport. Net zoals bij hun vorige deelname, werden er geen medailles gewonnen.

## Deelnemers en resultaten
(m) = mannen, (v) = vrouwen 

### Atletiek
| Olympiër            | Discipline   | Resultaat | Prestatie                 |
| ------------------- | ------------ | --------- | ------------------------- |
| Joseph Letseka      | 100m (m)     | 57e       | serie 4: 6de in 11,21     |
| Joseph Letseka      | 200m (m)     | 37e       | serie 7: 5de in 22,31     |
| Kenneth Hlasa       | 800m (m)     | 36e       | serie 1: 7de in 1.56,10   |
| Mopeli Molapo       | 1500m (m)    | 30e       | serie 1: 7de in 3.55,50   |
| Motlalepula Thabana | 10000m (m)   | 34e       | serie 1: 10de in 34.01,50 |
| Kenneth Hlasa       | marathon (m) | DNF       | niet gefinisht            |
| Vincent Rakabaele   | marathon (m) | 36e       | 2:23.29                   |

Afghanistan · Algerije · Andorra · Angola · Australië · België · Benin · Birma · Botswana · Brazilië · Bulgarije · Colombia · Congo-Brazzaville · Costa Rica · Cuba · Cyprus · Denemarken · Dominicaanse Republiek · Duitse Democratische Republiek · Ecuador · Ethiopië · Finland · Frankrijk · Griekenland · Groot-Brittannië · Guatemala · Guinee · Guyana · Hongarije · Ierland · IJsland · India · Irak · Italië · Jamaica · Joegoslavië · Jordanië · Kameroen · Koeweit · Laos · Lesotho · Libanon · Liberia · Libië · Luxemburg · Madagaskar · Mali · Malta · Mexico · Mongolië · Mozambique · Nederland · Nepal · Nicaragua · Nieuw-Zeeland · Nigeria · Noord-Korea · Oeganda · Oostenrijk · Peru · Polen · Portugal · Puerto Rico · Roemenië · San Marino · Senegal · Seychellen · Sierra Leone · Sovjet-Unie · Spanje · Sri Lanka · Syrië · Tanzania · Trinidad en Tobago · Tsjecho-Slowakije · Venezuela · Vietnam · Zambia · Zimbabwe · Zweden · Zwitserland